# Zhong Yao

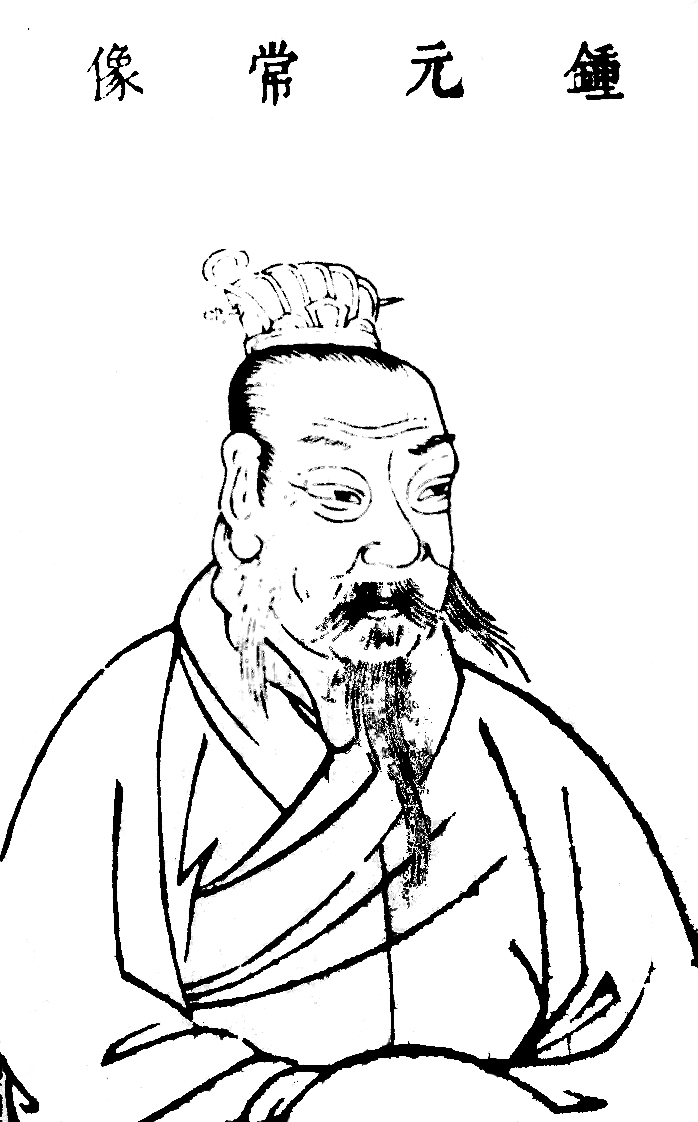
Zhong Yao

Zhong Yao (chinesisch 鍾繇), auch Zhong You transliteriert (* 151; † 230), war ein Minister der Wei-Dynastie. Er war als Student des berühmten Cai Yong ein bekannter Kalligraph; ihm wird die Entwicklung der Regelschrift zugeschrieben.
Unter Cao Cao war Zhong Yao mit dem Schutz der Stadt Chang’an beauftragt, aber er verlor in einer harten Schlacht gegen den angreifenden Rivalen Ma Chao. Nach dem Tod von Cao Caos Nachfolger Cao Pi wurde Zhong Yao unter dessen Nachfolger Cao Rui zum Großen Lehrmeister von Wei ernannt. Sein Sohn Zhong Hui war ebenfalls Kalligraph und Offizier unter Deng Ai.
| Personendaten    | Personendaten             |
| ---------------- | ------------------------- |
| NAME             | Zhong, Yao                |
| ALTERNATIVNAMEN  | Zhong, You; 鍾繇          |
| KURZBESCHREIBUNG | Minister der Wei-Dynastie |
| GEBURTSDATUM     | 151                       |
| STERBEDATUM      | 230                       |